# Comuna Randers (1970-2006)
Randers (Randers Kommune) a fost o comună din comitatul Århus Amt, Danemarca, care a existat între anii 1970-2006. Comuna avea o suprafață totală de 153,64 km² și o populație de 62.197 de locuitori (în 2004), iar din 2007 teritoriul său face parte din comuna Randers.
1. ↑  Danske borgmestre 1970-2018 (PDF)